# Norma (filosofia)
Una norma (dal latino norma) in filosofia è una regola, un criterio o un giudizio. A differenza della massima, però, la norma non costituisce solo una regola di condotta, ma può essere anche regola o criterio di qualsiasi operazione o attività. La norma si distingue anche dalla legge, dal momento che può mancare del carattere coercitivo di quella, ma può divenire legge nel momento in cui viene resa coattiva da una pubblica sanzione.
La norma può dunque rappresentare un caso concreto, un modello o un esempio.

## Validità della norma
Il concetto di norma nasce con la filosofia antica e si sviluppa enormemente con la filosofia del neocriticismo tedesco (siamo quindi intorno alla metà del XIX secolo). La norma nasce nel momento in cui ci si rende conto che c'è una necessaria  distinzione e contrapposizione tra il dominio empirico del fatto (vincolato alla necessità naturale) e il dominio razionale del dover essere (proiettato verso una necessità ideale). La norma, dunque non deriva la sua validità dall'essere o meno seguita, ma solo dal dover essere che esprime intrinsecamente.

## Trascendenza della norma
Si parla talvolta di trascendenza della norma nei confronti delle situazioni che essa regola. Si vuole in questo caso sottolineare l'indipendenza della norma dalla sua effettiva applicazione. Vale a dire che ci sono delle norme che possono essere considerate valide anche quando non vengono rispettate. 
- Un esempio banale: esistono tante piccole e grandi norme da seguire per evitare lo spreco delle risorse energetiche (dal non tenere luci accese inutilmente, vedi albero di natale, all'idea dei pannelli solari etc). Se tutti seguissimo tali norme riusciremmo ad ottenere dei risultati concreti. Se anche nessuno seguisse tali norme, esse rimarrebbero comunque valide.

Quello che le norme esprimono, anche nella loro trascendenza, non è altro, dunque, che la disciplina più opportuna di determinate attività, in vista di dare a tali attività la maggiore efficienza e precisione possibile. In questo caso, la norma può essere vista anche come mera procedura che garantisca lo svolgimento efficace di un'attività determinata.

## La norma nella filosofia dei valori
Nella filosofia dei valori (o assiologia) la norma è vista come criterio infallibile per il riconoscimento e la realizzazione di valori assoluti.

## Norma morale ed etica religiosa
Seguendo i principi dell'etica religiosa, Dio fornisce all'uomo la norma morale. Si pone dunque inevitabilmente la questione: la norma è giusta perché è stabilita da Dio, o Dio stabilisce la norma perché è giusta? Vale, dunque, il principio di autorità o la verità? Da un punto di vista formale, la norma non può basarsi sull'autorità divina. Platone affronta tale problematica nell'Eutifrone, sostenendo che il criterio di giustezza non risiede nella buona volontà divina, ma nella natura della cosa in sé; in definitiva, per Platone, il Demiurgo, essendo di natura buona, non può che comandare il bene. Sorge, però una questione gnoseologica: chi ci dice che Dio è buono?
Per convenzione si dice che un legislatore è buono quando emana leggi buone. Ricadiamo, quindi, nella distinzione tra
- volontarismo etico, secondo cui le leggi sono buone perché emanate da un legislatore buono;
- razionalismo etico, secondo cui le leggi sono buone in sé; la bontà è insita nella natura stessa delle cose.

## Violazione della norma e sua smentibilità
Platone mostra l'insufficienza della norma, ossia il limite in cui essa è rinchiusa, o si è rinchiusa. 
- esempio banale: una norma morale, prima ancora che una legge, dice che uccidere non è buono (vale: una norma morale vieta di uccidere, una norma morale resa coattiva diventa legge che vieta l'assassinio). Ma se mi trovassi a scegliere fra la mia vita e quella di un altro? Se si trattasse di legittima difesa?

Tale questione, nella speculazione moderna, si sposta, dunque, dalla validità della norma alla sua efficacia. Per mostrare la validità della norma, in questo senso, basta una buona ragione, che, d'altronde, non è sufficiente per rendere la norma stessa efficace. Ne deriva, quindi, che conoscere una legge morale (o norma) e osservarla, sono due cose ben diverse.

## Norma morale e diritto
Non basta, come abbiamo visto, la giustificazione razionale per assicurare la convivenza. Il diritto è il principio coattivo delle norme; esso si rapporta alla moralità ed alla religiosità attraverso una coesione fra esse. In una società laicizzata, il diritto s'incarica di rendere esecutiva la norma. La questione che nasce spontaneamente è, quindi:
- Il Diritto deve farsi carico della morale?

Molto spesso il diritto si prende il carico della morale e diviene il supporto dei valori civili, ma per avere una propria efficacia, i valori civili e morali necessitano di un supporto giuridico. D'altra parte, però, un legislatore deve operare in modo discrezionale. Quindi nasce la questione se la norma coercitiva (legge) debba essere punitiva o redentiva.
Il Diritto è un'acquisizione, in definitiva, della civiltà ed esprime l'efficacia della norma, quindi viene a mancare della sua stessa ontologia quando si pone come fonte della moralità.